# Liga Nacional de Honduras 1977-78
La temporada 1977-1978 de la Liga Nacional de Fútbol de Honduras fue la duodécima edición profesional de esta liga. 
El formato del torneo consistió en un calendario de tres fechas seguida de una ronda de 5 equipos. C.D. Olimpia ganó el título tras derrotar al Real C.D. España en la final. No está claro por qué no se envió ninguna representación a la Copa de Campeones de la Concacaf 1978.

## Formato
Los diez participantes disputan el campeonato bajo un sistema de liga, es decir, todos contra todos a visita recíproca, con un criterio de puntuación que otorga:
- 2 puntos por victoria
- 1 punto por empate
- 0 puntos por derrota.

Los primeros cinco lugares clasifican a una pentagonal, donde el campeón se define mediante partidos de ida y vuelta entre el ganador de la fase regular y el ganador de la pentagonal.
En caso de concluir con dos equipos empatados para la clasificación, se procedería a un partido de desempate entre ambos conjuntos. De haber empate en este, se alargaría el juego a la disputa de dos tiempos extras de 15 minutos cada uno, y eventualmente tiros desde el punto penal, hasta que se produjera un ganador.
El descenso a Segunda División corresponderá al equipo que acumulara la menor cantidad de puntos, y que por ende finalice en el último lugar de la fase regular. Para el descenso, se contempló un partido extra en caso de empate en puntos de uno o más equipos.

## Ascensos y descensos
| Ascendido de la Segunda División 1976-77 |
| ---------------------------------------- |
| Victoria                                 |

| Descendido en la Liga Nacional 1976-77 |
| -------------------------------------- |
| Campamento                             |

## Equipos participantes
| Equipo      | Sede           |
| ----------- | -------------- |
| Broncos     | Choluteca      |
| Federal     | Tegucigalpa    |
| Marathón    | San Pedro Sula |
| Motagua     | Tegucigalpa    |
| Olimpia     | Tegucigalpa    |
| Platense    | Puerto Cortés  |
| Real España | San Pedro Sula |
| UNAH        | Tegucigalpa    |
| Victoria    | La Ceiba       |
| Vida        | La Ceiba       |

## Fase regular
| Pos. | Equipo      | Pts. | PJ | G  | E  | P  | GF | GC | Dif. |
| ---- | ----------- | ---- | -- | -- | -- | -- | -- | -- | ---- |
| 1.   | Olimpia     | 34   | 27 | 11 | 12 | 4  | 30 | 20 | +10  |
| 2.   | Vida        | 32   | 27 | 10 | 12 | 5  | 27 | 20 | +7   |
| 3.   | Real España | 31   | 27 | 9  | 13 | 5  | 27 | 18 | +9   |
| 4.   | Motagua     | 30   | 27 | 11 | 8  | 8  | 27 | 21 | +6   |
| 5.   | UNAH        | 28   | 27 | 10 | 8  | 9  | 25 | 23 | +2   |
| 6.   | Broncos     | 28   | 27 | 8  | 12 | 7  | 26 | 24 | +2   |
| 7.   | Marathón    | 24   | 27 | 7  | 10 | 10 | 22 | 29 | -7   |
| 8.   | Victoria    | 22   | 27 | 5  | 12 | 10 | 17 | 25 | -8   |
| 9.   | Platense    | 21   | 27 | 6  | 9  | 12 | 27 | 36 | -9   |
| 10.  | Federal     | 20   | 27 | 4  | 12 | 11 | 20 | 32 | -12  |

|  | Clasifica a la pentagonal y a la final       |
|  | Clasifica a la pentagonal                    |
|  | Partido por la clasificación a la pentagonal |
|  | Desciende a Segunda División                 |

Desempate
| 2 de octubre de 1977 | Broncos | 0:0 (t. s.)(3:5 p.) | UNAH | Estadio Francisco Morazán, San Pedro Sula |  |

## Pentagonal
| Pos. | Equipo      | Pts. | PJ | G | E | P | GF | GC | Dif. |
| ---- | ----------- | ---- | -- | - | - | - | -- | -- | ---- |
| 1.   | Real España | 12   | 8  | 4 | 4 | 0 | 14 | 5  | +9   |
| 2.   | Motagua     | 10   | 8  | 3 | 4 | 1 | 11 | 9  | +2   |
| 3.   | Olimpia     | 8    | 8  | 2 | 4 | 2 | 10 | 7  | +3   |
| 4.   | Vida        | 5    | 8  | 1 | 3 | 4 | 4  | 10 | -6   |
| 5.   | UNAH        | 5    | 8  | 2 | 1 | 5 | 5  | 13 | -8   |

|  | Clasifica a la final |

## Final
| 11 de diciembre de 1977 | Real España | 0:0 | Olimpia | Estadio Francisco Morazán, San Pedro Sula |  |
|                         |             |     |         | Árbitro(s): José Manuel Andino            |  |

| 18 de diciembre de 1977 | Olimpia                    | 2:0 (1:0) (Global 2:0) | Real España | Estadio Nacional, Tegucigalpa                            |                                                          |
|                         | Chávez 25' · Enamorado 88' |                        |             | Asistencia: 23 923 espectadores Árbitro(s): Germán Palma | Asistencia: 23 923 espectadores Árbitro(s): Germán Palma |

|                           |
| Olimpia Campeón 5° título |